# Domus du Palais de Justice
La Domus du Palais de Justice est une importante et luxueuse domus gallo-romaine de plus de 4 000 m2, du IIe siècle, sous le site du palais de justice de Besançon, au centre de Vesontio (Besançon) en Séquanie (Franche-Comté).

## Historique
Entre 2000 et 2001, des fouilles archéologiques menées consécutivement aux importants travaux d'agrandissement du palais de justice de Besançon (1991 à 2003) permettent de découvrir dans La Boucle, une importante partie des ruines d'une importante et luxueuse domus du IIe siècle (villa aristocratique romaine) richement décorée de mosaïques romaines (dont une du dieu Bacchus).
Comme le montre la maquette de reconstitution, cette domus dispose d'un péristyle, avec un immense jardin d'agrément orné d'un édicule et bordé de portiques et d’un bassin monumental de 21 × 4 m. Certaines pièces disposant d’un chauffage par hypocauste.
En 1973, puis entre 2003 et 2004, une autre importante domus est découverte toute proche  dans La Boucle de Besançon : la domus du collège Lumière.